# Salomon Stepner

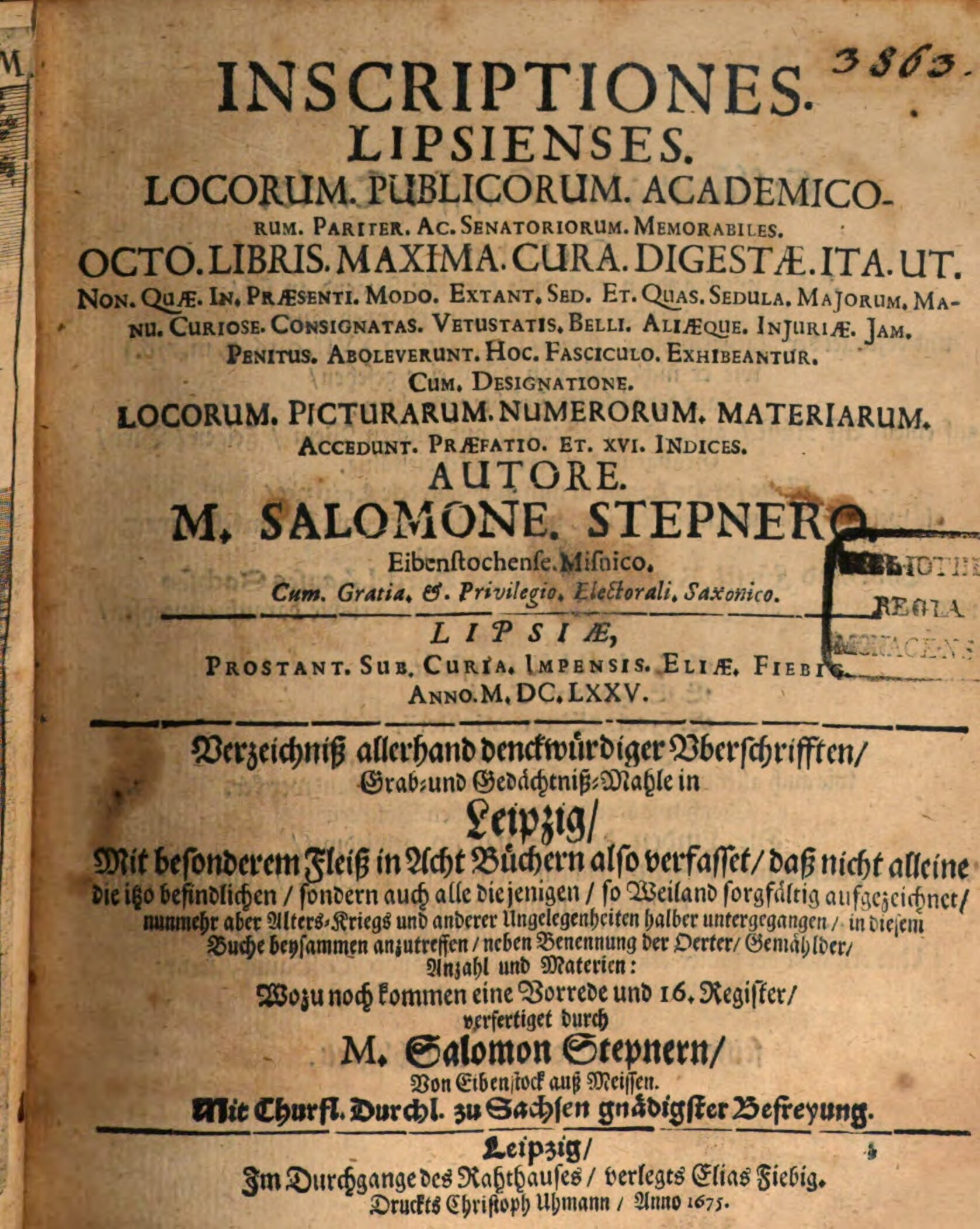
Titelblatt der Erstausgabe von Salomon Stepners Inscriptiones Lipsienses (1675)

Salomon Stepner (* 1650 in Eibenstock; † 1706 in Zahna) war ein lutherischer Pfarrer in Sachsen.

## Leben
Solomon Stepner war der Sohn von  Stephan Stepner (1616–1667), eines Pfarrers in Eibenstock, und Sabina Coith. Er studierte in Wittenberg und Leipzig Theologie, war Pfarrer in Übigau und zuletzt Superintendent in Zahna. Er war mit Barbara Siegel, der Tochter des Unternehmers Abraham Siegel (1630–1682), verheiratet. Seine 1675 erstmals erschienenen Inscriptiones Lipsienses sind eine der wichtigsten Quellen für verlorengegangene Inschriften auf Epitaphen und an Kunstwerken in den Kirchen und auf den Friedhöfen Leipzigs.

## Werke
- Inscriptiones Lipsienses, das ist Verzeichniß allerhand denckwürdiger Überschrifften, Grab- und Gedächtniß-Mahle in Leipzig. Leipzig, 1686. Online-Ressource zuletzt abgerufen am 8. Juli 2023.
- Epistolas Veterum Dissertatione Publica. Wittenberg, 1668. Online-Ressource zuletzt abgerufen am 8. Juli 2023.
- Philologema De Auguribus Romanorum. Wittenberg, 1669. Online-Ressource zuletzt abgerufen am 8. Juli 2023.
- De Sacris Christianorum Publicis pariter & Privatis Tractatus Historico-Theolog. Leipzig, 1677. Online-Ressource zuletzt abgerufen am 8. Juli 2023.